# Deneschka

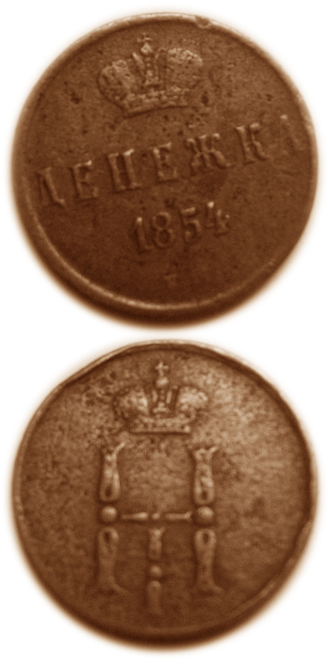
Deneschka, 1854

Deneschka (russisch денежка), auch Denuschka, wurde eine russische Scheidemünze aus Kupfer genannt, die bis etwa 1849 geprägt wurde. Deneschka ist eine Verniedlichung von Denga, einer ½ Kopeken-Münze.